# Médaille Tibor-Szele
La médaille commémorative Tibor-Szele est une reconnaissance pour un travail et des réalisations exceptionnels dans le domaine des mathématiques et est décernée chaque année à une personne par le comité de l'Association mathématique János Bolyai. Elle est décernée en l'honneur du mathématicien Tibor Szele (1918-1955).

## Lauréats
- László Kalmár (1970)
- Paul Erdős (1971)
- Tibor Gallai (1972)
- László Rédei (1973)
- Vera Sós (1974)
- Pál Turán (1975)
- György Alexits (hu) (1976)
- László Fejes Tóth (1977)
- Béla Szőkefalvi-Nagy (1978)
- Ervin Fried (hu)  (1979)
- András Hajnal (1980)
- Béla Csákány (hu) (1981)
- Károly Tandori (hu) (1982)
- Ákos Császár (1983)
- László Leindler (hu) (1984)
- Gábor Halász (1985)
- Kálmán Gyóry (hu) (1986)
- Gyula O. H. Katona (1987)
- Zoltán Daróczy (hu) (1988)
- Miklós Simonovits (1989)
- Ferenc Gécseg (hu) (1990)
- László Lovász (1991)
- Lajos Tamássy (1992)
- László Babai (1993)
- András Prékopa (hu) (1994)
- Domokos Szász (hu) (1995)
- László Hatvani (hu) (1996)
- István Juhász (hu) (1997)
- Gábor Tusnády (1998)
- Péter Pál Pálfy (1999)
- Ferenc Schipp (hu) (2000)
- Béla Bódi (hu) (2001)
- András Frank (hu) (2002)
- Imre Csiszár (2003)
- Sándor Csörgő (2004)
- András Sárközy (2005)
- Miklós Laczkovich (2006)
- András Szűcs (hu) (2007)
- Attila Pethő (hu) (2008)
- Ferenc Móricz (2009)
- Bálint Tóth (2010)
- Zsolt Páles (hu) (2011)[1]
- Vilmos Totik (2012)[1]
- Tamás Szőnyi (hu) (2013)
- Gyula Pap (2014)
- Lajos Rónyai (hu) (2015)
- Tibor Krisztin (hu) (2016)
- Károly Simon (2017)
- Győri Ervin (2018)
- János Pach (2019)
- Péter Hajnal (2020)
- András Némethi (hu) (2021)
- Lajos Hajdu (2022)
- Molnár Lajos (2023), Université de Szeged

## Sources
- MTI Ki kicsoda 2009. Szerk. Hermann Péter. Budapest: Magyar Távirati Iroda. 2008.  (ISBN 978-963-1787-283)
- (hu) « Bolyai János Matematikai Társulat », sur bolyai.hu (consulté le 31 décembre 2023)